# Convocazioni per il campionato europeo maschile under 17 di calcio 2013
Il Campionato europeo di calcio Under-17 2013 si è svolto in Slovacchia dal 5 al 17 maggio 2013. Le squadre qualificate hanno convocato 18 giocatori, di cui 2 portieri.

## Gruppo A

### Slovacchia
Allenatore:  Ladislav Pecko
| 1  | P | Martin Junas     | 9 marzo 1996     |  | FK Senica         |  |  |  |
| 12 | P | Juraj Semanko    | 2 gennaio 1996   |  | 1. FC Slovácko    |  |  |  |
|    |   |                  |                  |  |                   |  |  |  |
| 2  | D | Andrej Kadlec    | 2 febbraio 1996  |  | Žilina            |  |  |  |
| 3  | D | Denis Vavro      | 10 aprile 1996   |  | Žilina            |  |  |  |
| 5  | D | Michal Vodecký   | 22 agosto 1996   |  | Banská Bystrica   |  |  |  |
| 14 | D | Erik Otrísal     | 28 giugno 1996   |  | Senica            |  |  |  |
| 15 | D | Šimon Kupec      | 11 febbraio 1996 |  | Banská Bystrica   |  |  |  |
| 18 | D | Attila Varga     | 11 aprile 1996   |  | Juventus          |  |  |  |
|    |   |                  |                  |  |                   |  |  |  |
| 4  | C | Martin Slaninka  | 26 marzo 1996    |  | Žilina            |  |  |  |
| 6  | C | Jakub Grič       | 5 luglio 1996    |  | Michalovce        |  |  |  |
| 7  | C | Miroslav Káčer   | 2 febbraio 1996  |  | Žilina            |  |  |  |
| 10 | C | Nikolas Špalek   | 12 febbraio 1997 |  | Nitra             |  |  |  |
| 11 | C | Filip Lesniak    | 14 maggio 1996   |  | Tottenham         |  |  |  |
| 16 | C | Tomáš Zázrivec   | 16 giugno 1996   |  | Aston Villa       |  |  |  |
| 17 | C | Lukáš Haraslín   | 26 maggio 1996   |  | Slovan Bratislava |  |  |  |
|    |   |                  |                  |  |                   |  |  |  |
| 8  | A | Martin Vlček     | 5 febbraio 1996  |  | Trenčín           |  |  |  |
| 9  | A | Tomáš Vestenický | 6 aprile 1996    |  | Nitra             |  |  |  |
| 13 | A | Lukáš Čmelík     | 13 aprile 1996   |  | Žilina            |  |  |  |

### Austria
Allenatore:  Hermann Stadler
| 1  | P | Marcel Hartl        | 22 luglio 1996   | 0 | SV Ried             |  |  |  |
| 21 | P | Alexander Schlager  | 1º febbraio 1996 | 3 | Red Bull Salisburgo |  |  |  |
|    |   |                     |                  |   |                     |  |  |  |
| 3  | D | Stefan Peric        | 13 febbraio 1997 | 3 | Red Bull Salisburgo |  |  |  |
| 5  | D | Michael Lercher     | 4 gennaio 1996   | 3 | Werder Brema        |  |  |  |
| 11 | D | Petar Gluhakovic    | 25 marzo 1996    | 3 | Austria Vienna      |  |  |  |
| 14 | D | Marcel Probst       | 21 luglio 1996   | 3 | Red Bull Salisburgo |  |  |  |
| 15 | D | Manuel Haas         | 7 maggio 1996    | 1 | Red Bull Salisburgo |  |  |  |
| 19 | D | Dominik Baumgartner | 20 luglio 1996   | 3 | St. Pölten          |  |  |  |
|    |   |                     |                  |   |                     |  |  |  |
| 4  | C | Lukas Tursch        | 29 marzo 1996    | 2 | Linz                |  |  |  |
| 6  | C | Raphael Mathis      | 25 gennaio 1996  | 1 | FC Lustenau 07      |  |  |  |
| 8  | C | Sascha Horvath      | 22 agosto 1996   | 3 | Austria Vienna      |  |  |  |
| 10 | C | Valentino Lazaro    | 24 marzo 1996    | 3 | Red Bull Salisburgo |  |  |  |
| 12 | C | Thomas Steiner      | 6 febbraio 1996  | 2 | Rapid Vienna        |  |  |  |
|    |   |                     |                  |   |                     |  |  |  |
| 2  | A | Daniel Ripic        | 14 marzo 1996    | 3 | Red Bull Salisburgo |  |  |  |
| 7  | A | Adrian Grbić        | 4 agosto 1996    | 3 | Stoccarda           |  |  |  |
| 9  | A | Tobias Pellegrini   | 3 aprile 1996    | 3 | Linz                |  |  |  |
| 13 | A | Luca Mayr           | 6 aprile 1996    | 3 | SV Ried             |  |  |  |
| 17 | A | Nikola Zivotic      | 26 gennaio 1996  | 3 | Austria Vienna      |  |  |  |

### Svizzera
Allenatore:  Heinz Moser
| 1  | P | Fabian Fellmann              | 23 luglio 1996 (16 anni)    | - | Zurigo          |  |  |  |
| 12 | P | Mateo Matic                  | 7 gennaio 1996 (17 anni)    | - | Grasshopper     |  |  |  |
|    |   |                              |                             |   |                 |  |  |  |
| 2  | D | Nicolas Stettler             | 28 aprile 1996 (17 anni)    | - | Zurigo          |  |  |  |
| 3  | D | Olivier Kleiner              | 3 febbraio 1996 (17 anni)   | - | Lucerna         |  |  |  |
| 4  | D | Marko Drakul                 | 6 agosto 1996 (16 anni)     | - | Basilea         |  |  |  |
| 5  | D | Nico Elvedi                  | 30 settembre 1996 (16 anni) | - | Zurigo          |  |  |  |
| 6  | D | Deni Kadoic                  | 3 aprile 1996 (17 anni)     | - | Basilea         |  |  |  |
| 16 | D | Nils Von Niederhäusern       | 10 gennaio 1996 (17 anni)   | - | Zurigo          |  |  |  |
|    |   |                              |                             |   |                 |  |  |  |
| 8  | C | Eric Briner                  | 1º febbraio 1996 (17 anni)  | - | Young Boys      |  |  |  |
| 10 | C | Anto Grgić                   | 28 novembre 1996 (16 anni)  | - | Zurigo          |  |  |  |
| 13 | C | Phi Nguyen                   | 3 luglio 1996 (16 anni)     | - | Lucerna         |  |  |  |
| 14 | C | Robin Kamber                 | 15 febbraio 1996 (17 anni)  | - | Basilea         |  |  |  |
| 15 | C | Marsel Stevic                | 22 febbraio 1996 (17 anni)  | - | San Gallo       |  |  |  |
|    |   |                              |                             |   |                 |  |  |  |
| 7  | A | Jolan Forestal               | 6 marzo 1996 (17 anni)      | - | Sion            |  |  |  |
| 9  | A | Nicolas Hunziker             | 23 febbraio 1996 (17 anni)  | - | Basilea         |  |  |  |
| 11 | A | Marco Trachsel               | 2 agosto 1996 (16 anni)     | - | Grasshopper     |  |  |  |
| 17 | A | Joao Pedro Abreu de Oliveira | 6 gennaio 1996 (17 anni)    | - | Basilea         |  |  |  |
| 18 | A | Kilian Pagliuca              | 2 settembre 1996 (16 anni)  | - | Olympique Lione |  |  |  |

### Svezia
Allenatore:  Roland Larsson
| 1  | P | Sixten Mohlin          | 17 gennaio 1996   | 7  | Malmö FF        |  |  |  |
| 12 | P | Hampus Strömgren       | 8 luglio 1996     | 9  | Mjällby AIF     |  |  |  |
|    |   |                        |                   |    |                 |  |  |  |
| 2  | D | Jakob Bergman          | 2 gennaio 1996    | 16 | IK Sirius       |  |  |  |
| 3  | D | Ali Sujić              | 18 settembre 1997 | 8  | Motala AIF      |  |  |  |
| 4  | D | Sebastian Ramhorn      | 3 maggio 1996     | 15 | Kalmar FF       |  |  |  |
| 5  | D | Johan Ramhorn          | 3 maggio 1996     | 14 | Kalmar FF       |  |  |  |
| 6  | D | Noah Sonko Sundberg    | 6 giugno 1996     | 12 | AIK             |  |  |  |
| 7  | D | Linus Wahlqvist        | 11 novembre 1996  | 17 | IFK Norrköping  |  |  |  |
|    |   |                        |                   |    |                 |  |  |  |
| 8  | C | Elias Andersson        | 31 gennaio 1996   | 18 | Helsingborgs IF |  |  |  |
| 10 | C | Erdal Rakip            | 13 febbraio 1996  | 5  | Malmö FF        |  |  |  |
| 11 | C | Anton Jönsson Salétros | 12 aprile 1996    | 17 | AIK             |  |  |  |
| 13 | C | Viktor Nordin          | 18 gennaio 1996   | 12 | Hammarby IF     |  |  |  |
| 14 | C | Isak Ssewankambo       | 27 febbraio 1996  | 14 | Chelsea         |  |  |  |
| 15 | C | Gentrit Citaku         | 25 febbraio 1996  | 15 | IFK Norrköping  |  |  |  |
| 17 | C | Mirza Halvadzić        | 15 febbraio 1996  | 20 | Malmö FF        |  |  |  |
|    |   |                        |                   |    |                 |  |  |  |
| 9  | A | Valmir Berisha         | 6 giugno 1996     | 7  | Halmstads BK    |  |  |  |
| 16 | A | Gustav Engvall         | 29 aprile 1996    | 16 | IFK Göteborg    |  |  |  |
| 18 | A | Christer Lipovac       | 7 marzo 1996      | 15 | Karlslunds IF   |  |  |  |

## Gruppo B

### Russia
Allenatore:  Dmitri Khomukha
| 1  | P | Anton Mitrjuškin          | 8 febbraio 1996 (17 anni)   | - | Spartak Mosca         |  |  |  |
| 12 | P | Aleksei Kuznetsov         | 20 agosto 1996 (16 anni)    | - | Akademia Čertanovo    |  |  |  |
|    |   |                           |                             |   |                       |  |  |  |
| 3  | D | Aleksandr Likhachev       | 22 luglio 1996 (16 anni)    | - | Spartak Mosca         |  |  |  |
| 4  | D | Dzhamaldin Khodzhaniyazov | 18 luglio 1996 (16 anni)    | - | Zenit San Pietroburgo |  |  |  |
| 5  | D | Denis Yakuba              | 26 maggio 1996 (16 anni)    | - | Akademia Čertanovo    |  |  |  |
| 6  | D | Sergei Makarov            | 3 ottobre 1996 (16 anni)    | - | Lokomotiv Mosca       |  |  |  |
| 14 | D | Anatoli Nikolaesh         | 17 aprile 1996 (17 anni)    | - | CSKA Mosca            |  |  |  |
|    |   |                           |                             |   |                       |  |  |  |
| 2  | C | Vladislav Parshikov       | 19 febbraio 1996 (17 anni)  | - | Akademia Čertanovo    |  |  |  |
| 8  | C | Danila Buranov            | 11 febbraio 1996 (17 anni)  | - | Spartak Mosca         |  |  |  |
| 10 | C | Aleksandr Golovin         | 30 maggio 1996 (16 anni)    | - | CSKA Mosca            |  |  |  |
| 13 | C | Egor Rudkovski            | 4 marzo 1996 (17 anni)      | - | Akademia Čertanovo    |  |  |  |
| 15 | C | Dmitri Barinov            | 11 settembre 1996 (16 anni) | - | Lokomotiv Mosca       |  |  |  |
| 16 | C | Aleksandr Dovbnya         | 14 febbraio 1996 (17 anni)  | - | Lokomotiv Mosca       |  |  |  |
| 18 | C | Rifat Zhemaletdinov       | 20 settembre 1996 (16 anni) | - | Lokomotiv Mosca       |  |  |  |
|    |   |                           |                             |   |                       |  |  |  |
| 7  | A | Aleksandr Makarov         | 24 aprile 1996 (17 anni)    | - | CSKA Mosca            |  |  |  |
| 9  | A | Aleksei Gasilin           | 1º marzo 1996 (17 anni)     | - | Zenit San Pietroburgo |  |  |  |
| 11 | A | Aleksandr Zuev            | 26 giugno 1996 (16 anni)    | - | Akademia Čertanovo    |  |  |  |
| 17 | A | Maksim Mayrovich          | 6 febbraio 1996 (17 anni)   | - | Akademia Čertanovo    |  |  |  |

### Ucraina
Allenatore:  Olexandr Holovko
| 1  | P | Vadym Soldatenko    | 28 maggio 1996 (16 anni)    | - | Dinamo Kiev            |  |  |  |
| 12 | P | Dmytro Bezruk       | 30 marzo 1996 (17 anni)     | - | Čornomorec'            |  |  |  |
|    |   |                     |                             |   |                        |  |  |  |
| 6  | D | Ihor Kyrjuchancev   | 29 gennaio 1996 (17 anni)   | - | Šachtar                |  |  |  |
| 13 | D | Oleksandr Osman     | 18 aprile 1996 (17 anni)    | - | Metalist Charkiv       |  |  |  |
| 14 | D | Stanislav Shtanenko | 5 febbraio 1996 (17 anni)   | - | Lviv                   |  |  |  |
| 16 | D | Pavlo Lukyanchuk    | 19 maggio 1996 (16 anni)    | - | Dinamo Kiev            |  |  |  |
| 17 | D | Oleksandr Zinčenko  | 15 dicembre 1996 (16 anni)  | - | Šachtar                |  |  |  |
| 19 | D | Ihor Yarovoy        | 8 aprile 1996 (17 anni)     | - | Dinamo Kiev            |  |  |  |
|    |   |                     |                             |   |                        |  |  |  |
| 3  | C | Valerij Lučkevyč    | 11 gennaio 1996 (17 anni)   | - | Metalurh Zaporižžja    |  |  |  |
| 4  | C | Bogdan Kuksenko     | 11 febbraio 1996 (17 anni)  | - | Metalist Charkiv       |  |  |  |
| 5  | C | Pavlo Makohon       | 25 settembre 1996 (16 anni) | - | Karpaty L'viv          |  |  |  |
| 8  | C | Pavlo Orichovs'kyj  | 13 maggio 1996 (16 anni)    | - | Dinamo Kiev            |  |  |  |
| 10 | C | Beka Vachiberadze   | 5 marzo 1996 (17 anni)      | - | Šachtar                |  |  |  |
| 11 | C | Viktor Cyhankov     | 15 novembre 1997 (15 anni)  | - | Dinamo Kiev            |  |  |  |
| 15 | C | Danylo Knyš         | 3 marzo 1996 (17 anni)      | - | Dinamo Kiev            |  |  |  |
| 20 | C | Maksym Tret'jakov   | 6 marzo 1996 (17 anni)      | - | Dnipro Dnipropetrovs'k |  |  |  |
|    |   |                     |                             |   |                        |  |  |  |
| 7  | A | Nutsu Ardelyan      | 18 giugno 1996 (16 anni)    | - |                        |  |  |  |
| 9  | A | Andrij Borjačuk     | 23 aprile 1996 (17 anni)    | - | Šachtar                |  |  |  |

### Croazia
Allenatore:  Ivan Gudelj
| 1  | P | Marko Marić     | 30 gennaio 1996   | 5 | Rapid Vienna    |  |  |  |
| 12 | P | Ivo Grbić       | 18 gennaio 1996   | 1 | Hajduk Spalato  |  |  |  |
|    |   |                 |                   |   |                 |  |  |  |
| 2  | D | Marko Stolnik   | 8 luglio 1996     | 4 | Dinamo Zagabria |  |  |  |
| 3  | D | Petar Mamić     | 6 marzo 1996      | 5 | Dinamo Zagabria |  |  |  |
| 5  | D | Duje Ćaleta-Car | 17 settembre 1996 | 3 | HNK Šibenik     |  |  |  |
| 6  | D | Franjo Prce     | 7 gennaio 1996    | 5 | Hajduk Spalato  |  |  |  |
| 13 | D | Hrvoje Džijan   | 26 giugno 1996    | 3 | Dinamo Zagabria |  |  |  |
| 14 | D | Anton Krešić    | 29 gennaio 1996   | 3 | NK Zagabria     |  |  |  |
| 15 | D | Lukas Ćuljak    | 5 marzo 1996      | 2 | Bayern Monaco   |  |  |  |
|    |   |                 |                   |   |                 |  |  |  |
| 4  | C | Ivan Šunjić     | 9 ottobre 1996    | 4 | Dinamo Zagabria |  |  |  |
| 7  | C | Josip Bašić     | 2 marzo 1996      | 6 | Hajduk Spalato  |  |  |  |
| 8  | C | Ante Roguljić   | 11 marzo 1996     | 5 | Adriatic Split  |  |  |  |
| 10 | C | Alen Halilović  | 18 giugno 1996    | 4 | Dinamo Zagabria |  |  |  |
| 11 | C | Frane Vojković  | 20 dicembre 1996  | 6 | Hajduk Spalato  |  |  |  |
| 16 | C | Ivan Fiolić     | 29 aprile 1996    | 2 | Dinamo Zagabria |  |  |  |
| 17 | C | Karlo Lulić     | 10 maggio 1996    | 3 | NK Osijek       |  |  |  |
|    |   |                 |                   |   |                 |  |  |  |
| 9  | A | Fran Brodić     | 8 gennaio 1997    | 5 | Dinamo Zagabria |  |  |  |
| 18 | A | Robert Murić    | 12 marzo 1996     | 3 | Dinamo Zagabria |  |  |  |

### Italia
Allenatore:  Daniele Zoratto
| 1  | P | Simone Scuffet       | 31 maggio 1996   | 0  | 0 | Udinese  |  |  |
| 12 | P | Emil Audero          | 18 gennaio 1997  | 4  | 0 | Juventus |  |  |
|    |   |                      |                  |    |   |          |  |  |
| 2  | D | Davide Calabria      | 6 dicembre 1996  | 2  | 0 | Milan    |  |  |
| 3  | D | Federico Dimarco     | 10 novembre 1997 | 5  | 0 | Inter    |  |  |
| 5  | D | Elio Capradossi      | 3 novembre 1996  | 6  | 1 | Roma     |  |  |
| 6  | D | Giacomo Sciacca      | 19 aprile 1996   | 5  | 0 | Inter    |  |  |
| 13 | D | Matteo Vito Lomolino | 11 marzo 1996    | 4  | 0 | Inter    |  |  |
| 16 | D | Arturo Calabresi     | 17 marzo 1996    | 5  | 0 | Roma     |  |  |
|    |   |                      |                  |    |   |          |  |  |
| 4  | C | Mario Pugliese       | 26 marzo 1996    | 5  | 0 | Atalanta |  |  |
| 8  | C | Andrea Palazzi       | 24 febbraio 1996 | 3  | 0 | Inter    |  |  |
| 10 | C | Vittorio Parigini    | 25 marzo 1996    | 3  | 0 | Torino   |  |  |
| 14 | C | Alberto Tibolla      | 31 gennaio 1996  | 2  | 0 | Chievo   |  |  |
| 15 | C | Demetrio Steffé      | 30 luglio 1996   | 2  | 0 | Inter    |  |  |
| 17 | C | Alessandro Piu       | 30 luglio 1996   | 4  | 1 | Empoli   |  |  |
|    |   |                      |                  |    |   |          |  |  |
| 7  | A | Gennaro Tutino       | 20 agosto 1996   | 11 | 2 | Napoli   |  |  |
| 9  | A | Alberto Cerri        | 16 aprile 1996   | 9  | 5 | Parma    |  |  |
| 11 | A | Federico Bonazzoli   | 21 maggio 1997   | 6  | 3 | Inter    |  |  |
| 18 | A | Luca Vido            | 3 febbraio 1997  | 0  | 0 | Milan    |  |  |